# 最勝ヶ峰
最勝ヶ峰（さいしょうがみね）は大阪府箕面市北摂山系にある標高540mの山である。山頂が開成皇子の墓となっており、麓に西国三十三所三十三番札所の勝尾寺がある。

## 概要
大阪府北摂地域を代表する紅葉の名所箕面滝の上部にある山である。登山道は東海自然歩道の一部となっており、尾根筋を歩くルートとなっている。山頂は開けており、開成皇子の墓となっている。
箕面滝方面の下山道は「自然研究路（4号線）」となっている。